# Gran Premio del Úlster de Motociclismo de 1971
El Gran Premio de las Naciones de Motociclismo de 1971 fue la décima  prueba de la temporada 1971 del Campeonato Mundial de Motociclismo. El Gran Premio se disputó el 14 de agosto de 1971 en Dundrod.
Inicialmente, la carrera 50cc también era parte del programa, pero los organizadores se vieron obligados a cancelarla debido a que eran muy pocos inscriptos, tan solo 8 miembros. Este hecho les hizo temer la cancelación de la prueba mundial, ya que la regulación internacional preveía un mínimo de 5 pruebas para cada Gran Premio.
Tanto por el hecho de que ahora los títulos mundiales de los principales desplazamientos fueron asignados matemáticamente, como por el hecho de que Úlster estaba molesto en ese momento por disturbios, no todos los equipos estaban presentes en la carrera; entre los ausentes la MV Agusta con Giacomo Agostini.
También fue la última vez que este Gran Premio entró válido en el Mundial. El año siguiente fue cancelado debido a los eventos de Domingo Sangriento y las siguientes ediciones ya no eran válidas para este campeonato.

## Resultados 500cc
En 500 cc, Giacomo Agostini no había viajado a Irlanda del Norte y Keith Turner se salió de pista mientras luchaba por el liderazgo con Jack Findlay, que finalmente se llevó la victoria. Bron tuvo que hacer una parada no programada que le hizo perder medio minuto, pero su ventaja sobre Tommy Robb fue tan grande que su segundo lugar no se vio comprometido. Rob Bron todavía tenía la posibilidad de alcanzar el subcampeonato. Para Jack Findlay fue la primera victoria después de 14 años de participar en el campeonato mundial.
| Pos.    | Piloto           | Equipo                  | Tiempo     | Pts. |
| ------- | ---------------- | ----------------------- | ---------- | ---- |
| 1       | Jack Findlay     | Suzuki                  | 1h 10:05.0 | 15   |
| 2       | Rob Bron         | Suzuki                  | +59.2      | 12   |
| 3       | Tommy Robb       | Seeley                  | +1:28.8    | 10   |
| 4       | Percy Tait       | Seeley                  | +1:50.0    | 8    |
| 5       | Gerry Mateer     | Norton                  | +1:54.6    | 6    |
| 6       | Bosse Granath    | Husqvarna               | +2:52.8    | 5    |
| 7       | Wilf Herron      | Seeley                  | +3:12.4    | 4    |
| 8       | Ron Chandler     | Kawasaki                | +3:13.6    | 3    |
| 9       | Dudley Robinson  | Yamaha                  | +3:15.8    | 2    |
| 10      | Stan Woods       | Norton                  | +3:16.6    | 1    |
| 11      | Charlie Dobson   | Seeley                  |            |      |
| 12      | Robert Graham    | Norton                  |            |      |
| 13      | Alan Lawton      | Norton                  |            |      |
| 14      | Derek Lee        | Matchless               | +1 Vuelta  |      |
| 15      | Roy Reid         | Norton                  | +1 Vuelta  |      |
| 16      | Brian Moses      | Norton                  | +1 Vuelta  |      |
| 17      | Barry Scully     | Scott                   | +1 Vuelta  |      |
| 18      | Bob Ramsey       | Seeley                  | +1 Vuelta  |      |
| 19      | Chris Neve       | Triumph                 | +1 Vuelta  |      |
| Ret     | Keith Turner     | Suzuki                  | Ret        |      |
| Ret     | Eric Offenstadt  | Kawasaki                | Ret        |      |
| Ret     | Gordon Pantall   | Padgett-Kawasaki        | Ret        |      |
| Ret     | John Dodds       | König                   | Ret        |      |
| Ret     | Geoff Barry      | Oakley-Seeley-Matchless | Ret        |      |
| Ret     | Gyula Marsovszky | LinTo                   | Ret        |      |
| Ret     | Martin Carney    | Kawasaki                | Ret        |      |
| Ret     | Tony Jefferies   | Arter-Matchless         | Ret        |      |
| Ret     | Billy McCosh     | Seeley                  | Ret        |      |
| Ret     | Bill Smith       | Kawasaki                | Ret        |      |
| Ret     | John Williams    | Arter-Matchless         | Ret        |      |
| Ret     | Brian Adams      | Norton                  | Ret        |      |
| Ret     | Abe Alexander    | Seeley                  | Ret        |      |
| Ret     | Denis Gallagher  | Seeley                  | Ret        |      |
| Ret     | Campbell Gorman  | Seeley                  | Ret        |      |
| Ret     | Morten Hauger    | Honda                   | Ret        |      |
| Ret     | Harris Healey    | Norton                  | Ret        |      |
| Ret     | Austin Kinsella  | Matchless               | Ret        |      |
| Ret     | Ray McCullough   | Seeley                  | Ret        |      |
| Ret     | Ian McGregor     | Norton                  | Ret        |      |
| Ret     | Stephen Murray   | Seeley                  | Ret        |      |
| Fuente: |                  |                         |            |      |

## Resultados 350cc
En ausencia de Giacomo Agostini, que ya era campeón mundial de todos modos, Silvio Grassetti con su MZ RE 300 tomó la delantera en la carrera de 350cc. En una carrera marcada por la lluvia torrencial, fue seguido por Jarno Saarinen. Grassetti se retiró con problemas mecánicos, colocando a Tommy Robb en segundo lugar. Saarinen cayó en la octava vuelta, rompiendo su palanca de embrague. Robb comenzó a conducir más despacio porque su tubo de escape se soltó y fue rebasado por Peter Williams, que ganó la carrera. Lo hizo con 34 segundos de ventaja sobre Dieter Braun (segundo) y Tony Jefferies, tercero.
| Pos. | Piloto           | Equipo     | Tiempo       | Pts. |
| ---- | ---------------- | ---------- | ------------ | ---- |
| 1    | Peter Williams   | MZ         | 1h 10' 23" 6 | 15   |
| 2    | Dieter Braun     | Yamaha     | +34"         | 12   |
| 3    | Tony Jefferies   | Yamsel     |              | 10   |
| 4    | John Williams    | Honda      |              | 8    |
| 5    | Steve Machin     | Yamaha     |              | 6    |
| 6    | Mick Chatterton  | Yamaha     |              | 5    |
| 7    | Denis Gallagher  | Yamaha     |              | 4    |
| 8    | Billie McCosh    | Yamsel     |              | 3    |
| 9    | Wilfred Herron   | Yamaha     |              | 2    |
| 10   | Peter Berwick    | Yamaha     | +1 Vuelta    | 1    |
| 11   | Geoff Barry      | Oakley AJS | +1 Vuelta    |      |
| 12   | Barry Scully     | Scott      | +1 Vuelta    |      |
| 13   | Tommy Robb       | Yamaha     | +1 Vuelta    |      |
| 14   | Alan Lawson      | Norton     | +1 Vuelta    |      |
| 15   | Brian Moses      | Aermacchi  | +1 Vuelta    |      |
| 16   | Clive Watts      | Aermacchi  | +1 Vuelta    |      |
| Ret  | Jarno Saarinen   | Yamaha     | Ret          |      |
| Ret  | Silvio Grassetti | MZ         | Ret          |      |
| Ret  | Rodney Gould     | Yamaha     | Ret          |      |
| Ret  | Phil Read        | Yamaha     | Ret          |      |

## Resultados 250cc
Phil Read resultó estar razonablemente en forma nuevamente. Estaba en su ambiente con la lluvia, porque el ritmo más lento ejercía menos presión sobre su brazo. Se puso por delante de Rodney Gould, que no estaba tan feliz con la lluvia. Pero a una vuelta del final, la caja de cambios de Read se descompuso, permitiendo que Ray McCullough fuera el sorprendente ganador de la carrera. Jarno Saarinen quedó en segundo lugar y Dieter Braun en tercer lugar. Gould, que había conducido con mucha calma, terminó solo sexto y se convirtió en el nuevo líder del campeonato.
| Pos. | Piloto           | Equipo    | Tiempo      | Pts. |
| ---- | ---------------- | --------- | ----------- | ---- |
| 1    | Ray McCullogh    | Yamsel    | 1h 07' 2" 4 | 15   |
| 2    | Jarno Saarinen   | Yamaha    |             | 12   |
| 3    | Dieter Braun     | Yamaha    |             | 10   |
| 4    | Peter Williams   | MZ        |             | 8    |
| 5    | Steve Machin     | Yamaha    |             | 6    |
| 6    | Rodney Gould     | Yamaha    |             | 5    |
| 7    | Gyula Marsovszky | Yamaha    |             | 4    |
| 8    | Ian Richards     | Yamaha    |             | 3    |
| 9    | Billie Henderson | Yamaha    |             | 2    |
| 10   | Stan Woods       | Yamaha    |             | 1    |
| 11   | Bosse Granath    | Yamaha    |             |      |
| 12   | Steve Murray     | Yamaha    |             |      |
| 13   | Danny Keanny     | Yamaha    |             |      |
| 14   | G. Millar        | Aermacchi |             |      |
| 15   | A.Crozier        | Suzuki    |             |      |
| 16   | Dennis Clancy    | Yamaha    |             |      |
| Ret  | Phil Read        | Yamaha    | Ret         |      |